# Pavipollo

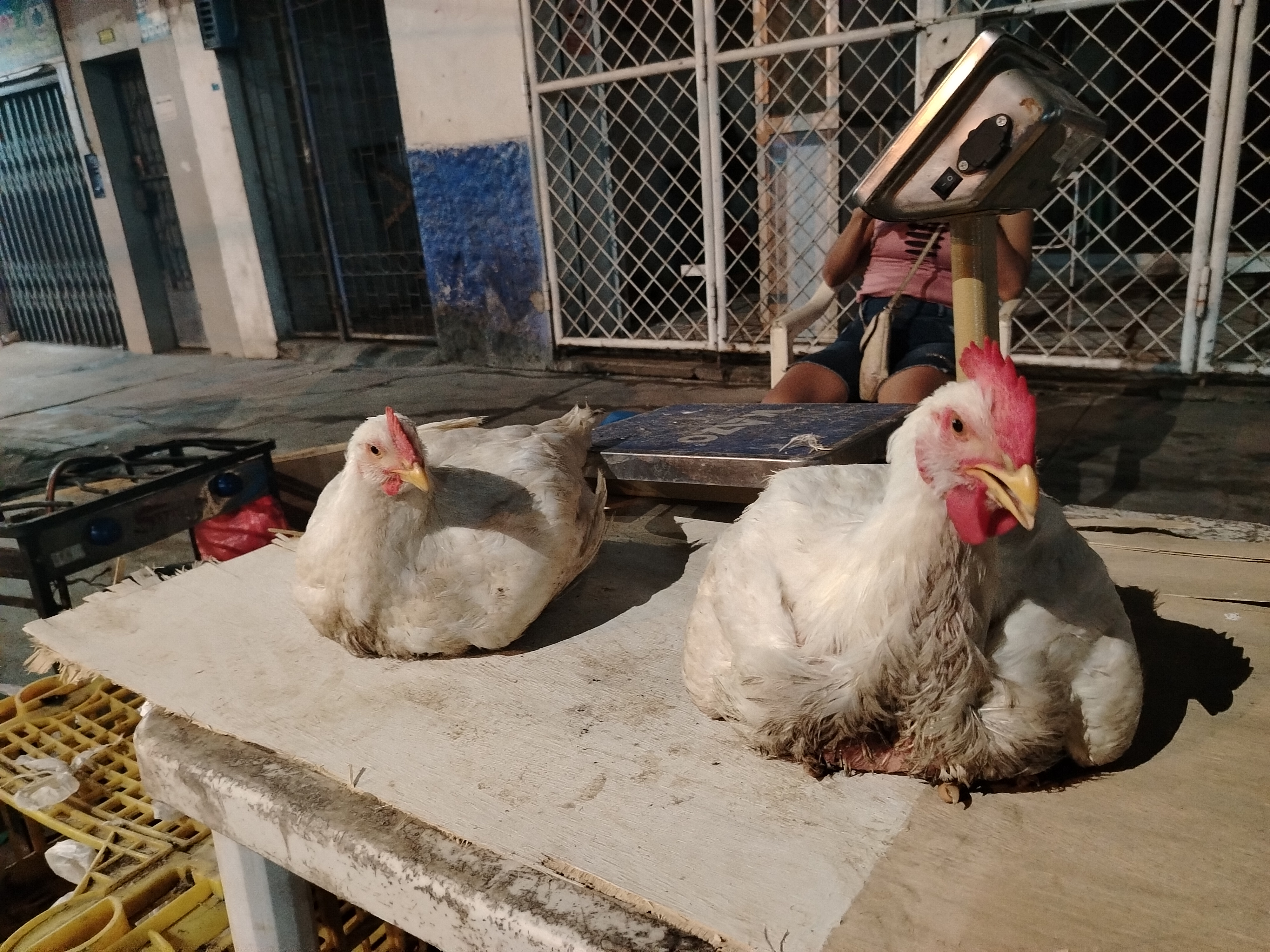
Dos ejemplares de pavipollos en el mercado de Iquitos (Perú), a horas de la Nochebuena de 2024.

El pavipollo o pollipavo es un término que se usa en Hispanoamérica para describir a un pollo doméstico que supera los tres meses de crianza común para consumo humano. Suelen ser un producto muy consumido, debido a su precio más modesto que el pavo, y por consiguiente se convirtió en parte de la gastronomía navideña de países de Centroamérica y Sudamérica.
En España, la palabra pavipollo se usa para definir a ejemplares jóvenes del pavo doméstico. Mientras que la Real Academia Española lo define solo como la cría del pavo.

## Descripción
Los pavipollos superan los 45 días de crianza común que se le da a los pollos machos, debido a que alcanzan un tamaño pronunciado y tienen la apariencia de un pavo joven, su carne también cambia considerablemente. Existe dos versiones, el pavipollo criado a partir de especies de engorde, y el pavipollo criado a partir de pollos de corral o criados en el campo, ambos casos suelen ser consumido en la temporada navideña.
Por ser un producto de precio más asequible que el pavo, en varios países hispanoamericanos se hace entrega de dicha ave con fines benéficos. En diciembre de 2022, el Instituto de Mercadeo Agropecuario del gobierno de Panamá hizo entrega de 99 mil piezas de cerdo y pavipollo en la provincia de Chiriquí, en ese mismo año el gobierno panameño donó otras 391,000 unidades de pavipollos a nivel nacional para familias pobres; en febrero de 2018 en Guatemala, el Ministerio de agricultura ganadería y alimentación realizó un proyecto en conjunto de empresas locales del departamento de Retalhuleu para la creación de granjas de pavipollos para «beneficiar a quienes más lo necesitan y fortalecer la seguridad alimentaria».
En 2020, el pavipollo se convirtió en el principal ave consumida en las fiestas de fin de año en Ecuador, debido al impacto económico y social de la pandemia de COVID-19 en ese país, el incremento del pavipollo fue paralelo a la caída de compras del pavo congelado, según la Corporación Nacional de Avicultores del Ecuador (CONAVE). En 2018, se registró que en el departamento de Arequipa, del Perú, el pavipollo fue el principal ave para las cenas navideñas, durante las elecciones regionales y municipales de 2014 se desató un escándalo porque un candidato para el municipio del distrito de José Luis Bustamante y Rivero de la provincia de Arequipa, estaba ofreciendo pavipollos a cambio de votos.

## Otros usos
En medicina veterinaria, existe el complejo entérico de los pavipollos, que describe a una enfermedad multifactorial que afecta a los polluelos jóvenes de pavos. En la misma España, la comunidad militar llama pavipollo a los modelos del PWS-10, por su tamaño menor en comparación con otros cazas de combate.